# スバハイ (ハダナラ氏)
スバハイ (満文：ᠰᡠᠪᠠᡥᠠᡳsubahai, 漢文：蘇巴海) は、明末清初のハダ･ナラ氏女真族。
ワンジュ･ワイランの曾孫で、後金国アイシン･グルン樹立初期に属部200名を率いてヌルハチに帰順した。属部人丁を以て満洲鑲白旗第3参領ジャラン第12佐領ニルが編成されると、初代佐領ニルイ･ジャンギンを務めた。

## 一族
本章は基本的に『八旗滿洲氏族通譜』(漢・満)に拠り、そのほかの典拠のみ脚註を附した。また、人名カナ表記の後ろの (丸括弧) 内には、漢音写と満洲語転写を記載し、満洲語転写が不詳の人物は漢音写のみ記載した。また。文献からは他人物との続柄が明確にできない人物に就いては「父不詳」の文言を附した。

### 兄弟とその後裔
- 実兄・ナムダリ (納穆達理namdari)
  - 侄・ナム (納穆namu)：ナムダリ子。副都統。
    - 姪孫父不詳・ラタ (拉塔lata)：ナムダリ孫。参領ジャランイ･ジャンギン。
      - 曾姪孫父不詳・スチャン (蘇禪sucan)：ナムダリ曾孫。筆帖式ビトヘシ。
      - 曾姪孫父不詳・ナハイ (納海nahai)：ナムダリ曾孫。筆帖式。
        - 玄姪孫父不詳・ナチン (納親nacin)：ナムダリ玄孫。筆帖式。
        - 玄姪孫父不詳・ロチャ (羅察loca)：ナムダリ玄孫。驍騎校。
          - 来姪孫父不詳・リングァムボオ (靈官保lingguwamboo)：ナムダリ来孫。驍騎校。
          - 来姪孫父不詳・ヘイゲ (黒格heige)：ナムダリ来孫。驍騎校。
- 実弟・アブハイ (阿布海abuhai)
  - 侄不詳
    - 姪孫父不詳・タタイ (塔岱tatai)：アブハイ孫。驍騎校。
      - 曾姪孫父不詳・タイシ (台什taiši)：アブハイ曾孫。筆帖式。
        - 玄姪孫父不詳・セケ (塞克seke)：アブハイ玄孫。護軍校。

### スバハイの子孫
- スバハイ
  - 子・マンゴ (莽果/莽古[2]manggo)：スバハイ長子。佐領ニルイ･ジャンギン。
    - 孫・マラ (馬拉/瑪蘭[2]mala)：マンゴ子。フンナリ兄。[2]佐領。[2]副都統。
      - 曾孫・マキ (馬緝/瑪緝[2]maki)：マンゴ孫。マラ子。[2]佐領。都統。鎮安将軍。
        - 玄孫・チゲ (齊格cige)：マンゴ曾孫。マキ子。[2]佐領。[2]参領。給事中。
          - 来孫・ナルサイ (納爾賽/那爾賽[2]narsai)：マンゴ玄孫。チゲ子。[2]佐領。

        - 玄孫不詳
          - 来孫・ナジャン (納瞻/那瞻[2]najan)：マンゴ玄孫。ナルサイ実?叔父の子。[注 3]佐領。

        - 玄孫・チャンライ (常賚canglai)：マンゴ曾孫。マキ子。[3]雲南巡撫。刑部侍郎。鎮安将軍。内大臣。

    - 孫・フンナリ (洪納理/洪尼禮[2][4]hūngnari)：マンゴ子。佐領。長史。[2]
      - 曾孫・カルキ (喀爾啓kalki)：マンゴ孫。護軍校。雲騎尉。
        - 玄孫・カルダイ (喀爾岱kardai)：カルキ子。雲騎尉。
          - 来孫・ナフ (納福nafu)：カルダイ子。雲騎尉。

        - 玄孫父不詳・バジンタイ (巴晉泰bajintai)：マンゴ曾孫。二等侍衛。
        - 玄孫父不詳・ツンジュ (存住ts’unju)：マンゴ曾孫。郎中。
          - 来孫父不詳・ナシャン (納善/那善našan)：マンゴ玄孫。佐領。[2]員外郎。
            - 昆孫・德文：ナシャン子。佐領。[2]

          - 来孫父不詳・サルタイ (薩爾泰sartai)：マンゴ玄孫。筆帖式。
          - 来孫父不詳・ユィゲ (玉格ioige)：マンゴ玄孫。筆帖式。

  - 子・タング (唐武/唐古[2]tanggū)：スバハイ次子。佐領。参領[2]。吏部郎中。[2]
    - 孫・サルダイ (薩爾岱sardai)：タング子。前鋒参領。
    - 孫・アルダイ (阿爾岱ardai)：タング子。頭等侍衛。
      - 曾孫父不詳・リョゲ (六格lioge)：タング孫。員外郎。
      - 曾孫父不詳・ショセ (碩色šose)：タング孫。筆帖式。
        - 玄孫父不詳・ダシュ (達舒dašu)：タング曾孫。三等侍衛。

  - 子・シンナイ (星鼐/興鼐[2][4]singnai)：スバハイ第三子。佐領。[2]工部侍郎。戸部侍郎。[2]一等軽車都尉兼一雲騎尉。
    - 孫・チェンゲ (成格/誠格[4]cengge)：シンナイ長子。協領。一等軽車都尉兼一雲騎尉。
      - 曾孫・チェムブ (臣布/禪布[2]cembu)：チェンゲ子。佐領。一等軽車都尉。

    - 孫・チェンデ (成德/誠德[4]cengde)：シンナイ次子。佐領。筆帖式。

  - 子・シナハイ (錫納海/席納海[2]sinahai)：スバハイ第四子。
    - 孫・バシ (巴什/巴實[5]baši)：シナハイ子。ワンジュ来孫。[5]護軍参領。
      - 曾孫・アイムブ (愛音布/艾音布[5]aimbu)：シナハイ孫。巴實バシ子。[5]驍騎校。
      - 曾孫父不詳・バダ (巴達bada)：シナハイ孫。員外郎。
      - 曾孫父不詳・ウェイトボオ (韋䭾保weitoboo)：シナハイ孫。筆帖式。
        - 玄孫父不詳・ヘシュン (赫順hešūn)：シナハイ曾孫。驍騎校。
          - 来孫父不詳・チンフ (清福cingfu)：シナハイ玄孫。筆帖式。

  - 子・イナハイ (伊納海inahai)：スバハイ第五子。
    - 孫不詳
      - 曾孫父不詳・トオチャン (陶禪toocan)：イナハイ孫。筆帖式。
        - 玄孫父不詳・トゥンボオ (通保tungboo)：イナハイ曾孫。筆帖式。

  - 子・ウェヘ (倭赫wehe)：スバハイ第六子。関口守禦。
    - 孫・ヒフェンコオ (喜峯口hifengkeo)：ウェヘ子。筆帖式。
    - 孫・ダンガイ (黨愛/黨靄[4]danggai)：ウェヘ子。佐領。副都統。騎都尉兼一雲騎尉。
      - 曾孫・ジャムブ (占布jambu)：ダンガイ子。騎都尉兼一雲騎尉。
      - 曾孫・ギムブ (金布/吉慕布[4]gimbu)：ウェヘ孫。ジャムブ実弟。ダンガイ子。[4]佐領。
        - 玄孫・ボオフ (保福boofu)：ギムブの子。[4]佐領。騎都尉兼一雲騎尉。
          - 来孫・那泰：ボオフ子。佐領。[4]
            - 昆孫・察靈阿：那泰の子。佐領。[4]

          - 来孫不詳
            - 昆孫・察清阿：察靈阿の叔父の子。佐領。[4]

      - 曾孫父不詳・ヤムブ (顔布yambu)：ウェヘ孫。護軍校。

## 管轄ニル
本章は基本的に『欽定八旗通志』に拠った。そのほかの典拠のみ脚註を附す。

### 鑲白旗 滿洲マンジュ

#### 第3 参領ジャラン第12 佐領ニル
後金国アイシン･グルン樹立初期にハダ地方から帰順した人丁で編成。
|   | 前任者との関係   | 任官者         | 退官理由 |
| - | ---------------- | -------------- | -------- |
| ① | -                | 蘇巴海スバハイ | 死歿     |
| ② | 長子             | 莽古マンゴ     | 死歿     |
| ③ | 弟               | 唐古タング     | 死歿     |
| ④ | 弟               | 星鼐シンナイ   | 死歿     |
| ⑤ | 莽古マンゴ子     | 洪尼禮フンナリ | 死歿     |
| ⑥ | 瑪蘭マラ子       | 瑪緝マキ       | 罷免     |
| ⑦ | 席納海シナハイ子 | 巴什バシ       | 退官     |
| ⑧ | 前任者           | 瑪緝マキ       | 死歿     |
| ⑨ | 子               | 齊格チゲ       | 死歿     |
| ⑩ | 子               | 那爾賽ナルサイ | 死歿     |
| ⑪ | 叔父不詳の子     | 那瞻ナジャン   | 死歿     |
| ⑫ | 興鼐シンナイ孫   | 禪布チェンブ   | 死歿     |
| ⑬ | 莽古マンゴ玄孫   | 那善ナシャン   | 死歿     |
| ⑭ | 子               | 德文           | -        |

##### 第3 参領ジャラン第13 佐領ニル
第12ニルの人口増加に伴い、洪尼禮フンナリの代でニルを分設。
|   | 前任者との関係 | 任官者       | 退官理由 |
| - | -------------- | ------------ | -------- |
| ① | -              | 誠格チェンゲ | 陞官     |
| ② | 弟             | 誠德チェンデ | 疾病     |
| ③ | 倭赫ウェヘ子   | 黨靄ダンガイ | 陞官     |
| ④ | 子             | 吉慕布ギムブ | 死歿     |
| ⑤ | 子             | 保福ボオフ   | 死歿     |
| ⑥ | 子             | 那泰         | 死歿     |
| ⑦ | 子             | 察靈阿       | 死歿     |
| ⑧ | 叔父不詳の子   | 察清阿       | -        |

## 脚註

### 典拠
1. ↑  “哈達地方納喇氏 (蘇巴海)”. 八旗滿洲氏族通譜. 23
2. 1 2 3 4 5 6 7 8 9 10 11 12 13 14 15 16 17 18 19 20 21 22 23 24 25  “鑲白旗滿洲佐領上 (第三參領第十二佐領)”. 欽定八旗通志. 10
3. ↑  “將帥16 (瑪奇子常賚)”. 國朝耆獻類徵初編. 276. 明文書局版. pp. 1-4
4. 1 2 3 4 5 6 7 8 9 10 11 12  “鑲白旗滿洲佐領上 (第三參領第十三佐領)”. 欽定八旗通志. 10
5. 1 2 3 4  “哈達地方納喇氏 (以上俱世居哈達地方係来歸年分無考之人-巴實)”. 八旗滿洲氏族通譜. 23

### 註釈
1. ↑  『太祖武皇帝實錄』巻4に「壬戌天命七年正月……十八日帝率諸王臣征取廣寧留宗弟……及素把海姑夫素把海哈達國萬汗之孫帝以宗弟吉白里杜吉胡之妹妻之故稱姑夫」とあり。『太祖高皇帝實錄』(蘇把海)、『滿洲實錄』(蘇巴海) でもほぼ同様の記載あり。これらに拠ればヌルハチ宗弟 (アイシン･ギョロ氏でヌルハチの弟世代の者) の「吉白里･杜吉胡」なる人物の妹を「素把海スバハイ」に妻あわせたことから、スバハイを「姑夫エフ」と呼んだとある。しかし「萬汗之孫」としている点で『八旗滿洲氏族通譜』などと一致しない為、ここでは紹介にとどめる。
2. ↑  『八旗滿洲氏族通譜』は「國初率滿洲二百人来歸編佐領令其長子莽果統之」としているが、『欽定八旗通志』は「第三參領第十二佐領係國初以哈達地方來歸人丁編立始以蘇巴海管理」としている。ここでは後者に拠った。
3. ↑  「納瞻najan」に就いて『八旗滿洲氏族通譜』には「莽果元孫」とのみ。『欽定八旗通志』に「那爾賽管理那爾賽故以其叔父之子舉人那瞻管理」とある[2]に拠り、ここでは齊格の甥 (弟の子) としておく。

## 文献

### 史書
- 愛新覚羅氏弘昼, 西林覚羅氏鄂尔泰, 富察氏福敏, 徐元夢『八旗滿洲氏族通譜』四庫全書, 乾隆9年1744 (漢) ＊Harvard Univ. Lib.所蔵版
  - 『ᠵᠠᡴᡡᠨ ᡤᡡᠰᠠᡳ ᠮᠠᠨᠵᡠᠰᠠᡳ ᠮᡠᡴᡡᠨ ᡥᠠᠯᠠ ᠪᡝ ᡠᡥᡝᡵᡳ ᡝᠵᡝᡥᡝ ᠪᡳᡨᡥᡝ Jakūn gūsai Manjusai mukūn hala be uheri ejehe bithe』四庫全書, 乾隆10年1745 (満) ＊東京大学アジア研究図書館デジタルライブラリ
- フチャ氏フルンガ『欽定八旗通志』嘉慶元年1796 (漢) ＊Wikisource

## 関聯

### Wikipedia
- 「清代の爵位」
- 「清朝の官職」